# Малколм Ікс
Малколм Ікс (англ. Malcolm X, при народженні Malcolm Little; 19 травня 1925 — 21 лютого 1965, відомий також як Ел-Хадж Малік Ел-Шабазз (арабською: الحاجّ مالك الشباز‎)) — американський політичний активіст, ісламський проповідник, борець за права афроамериканців у 50-их та 60-их роках XX століття. Ідеолог руху «Нація ісламу», справив великий вплив на Чорних пантер та рух за сецесію «чорних штатів».
Наприкінці життя відмовився від вірувань "Нації ісламу" на користь сунітського ісламу.
Захисник прав афроамериканців. Звинувачував  білу Америку в злочинах проти чорних американців. Сам же неодноразово звинувачувався у проповідуванні чорного расизму (ідеї вищості чорних), антисемітизму й насильства. Його називають одним із найвпливовіших афроамериканців в історії.

## Біографія
Малколм Літтл народився 19 травня 1925 року в місті Омаха, штат Небраска  — четвертий з семи дітей Ерла Літтл та Луїзи Нортон.
Його батько був красномовним баптистським проповідником, підтримував панафриканізм та ідеї його активіста Маркуса Гарві і очолював місцевий осередок Універсальної Асоціації Негритянського Удосконалення (UNIA), прерогативи якої й сформували в Малколма гордість за своє походження.
Батько Малколма помер, вбитий білими расистами, і принаймні одного з його дядьків лінчували. Коли йому було тринадцять, матір помістили в психіатричну лікарню, а самого хлопця віддали до виховного будинку. У 1946 роціу віці 20 років, він був ув'язнений за злом і проникнення.
У в'язниці Малколм Ікс став членом Нації Ісламу і після звільнення в 1952 швидко зробився одним з її лідерів. Упродовж багатьох років Малколм Ікс був публічним лицем цієї неоднозначної групи, але розчарування в главі Нації Ісламу Елайджі Мухаммадові призвело до того, що в березні 1964 року він залишив організацію. Після подорожі по Африці і Близькому Сходу Малколм повернувся до Сполучених Штатів, де заснував організацію Мусульманська Мечеть і Організацію єдності афроамериканців. У лютому 1965, менш ніж через рік, після виходу з Нації Ісламу, він був вбитий трьома членами угрупування.
Переконання Малколма істотно змінилися через якийсь час. Як речник Нації Ісламу, він вчив про перевагу і відстоював сепаратизм чорних і білих американців — на противагу руху за цивільні права, що наголошував на інтеграції. Після розриву з Нацією Ісламу в 1964 в розмові щодо його асоціації з нею він говорить: «Я був зомбі тоді … вказано в певному напрямі і сказано марш». Згодом він відрікся від расистських ідей і виражав готовність працювати з лідерами руху за рівні права, хоча все ще акцентуючи на самодетермінації чорних та їхньому самозахисті.
У співавторстві з Алексом Гейлі написав автобіографію (The Autobiography of Malcolm X, 1965), яка посіла 97 рядок у Рейтингу 100 найкращих книг усіх часів журналу Ньюсвік.

## Вшанування пам'яті
- У місті Нью-Йорк є Бульвар Малкольма Ікса.

### Твори Малколма Ікса
- Малькольм Ікс на Marxists.org [Архівовано 9 листопада 2013 у Wayback Machine.](англ.)

### Про нього
- Т. Сенкевич. Від хаосу до організації (1972) [Архівовано 3 вересня 2021 у Wayback Machine.]
- Simon J. Black, "The missing Malcolm" (an interview with Manning Marable), in International Socialist Review, January 2009 [Архівовано 17 серпня 2016 у Wayback Machine.](англ.)
- Brothermalcolm.net — сайт, присвячений Малькольму Ікс [Архівовано 30 червня 2017 у Wayback Machine.](англ.)